# Lluís Maria Jordi Álvarez
Lluís Maria Jordi Álvarez (Fortianell, Fortià, 1865 - Figueres, 10 de gener de 1929) fou un professor i agrimensor català.
Fill de Francesc Jordi Romañach, director de la Granja-Escola de Fortianell i alcalde de Figueres entre 1876 i 1881, va néixer a la mateixa escola on treballava el seu pare. Juntament amb el pare i el seu germà Joan van formar una de les principals nissagues d'agrimensors empordanesos del segle xix. Quan va tancar l'escola de Fortianell, la família es va traslladar a Figueres, on Lluís Maria estudià i exercí professionalment com a professor i director de la Granja Escola de l'Institut, seguint les petjades del seu pare.
Lluís Maria, figuerenc a cavall entre els segles XIX i XX, va tenir un paper clau en la Figueres de l'època com a professor numerari d'agrimensura, ciències i gimnàstica a l'Institut Ramon Muntaner, a més de ser el secretari del centre; un dels fundadors de la Cambra Agrícola de l'Empordà, de la qual va ser secretari general (1900-1907), vicepresident (1907-1929) i ànima del butlletí de l'entitat; així com directiu del Casino Menestral Figuerenc. Es va casar amb Consol Morell, amb el qual va tenir descendència.

## Publicacions
Va escriure nombroses publicacions com La extensión universitaria (1905), Beneficios que reporta al obrero la enseñanza obligatoria (1911), Enfermedades de las plantas y medios para combatirlas (1920), Nociones de Ganadería (1925), a banda de memòries administratives i desenes d'articles al butlletí de la Cambra Agrícola de l'Empordà i en diaris catalans i madrilenys. També va ser director i propietari d'El Pensamiento, diari de literatura, ciències i arts.